# Villarrubia de los Ojos
Villarrubia de los Ojos est une commune espagnole située en province de Ciudad Real dans la communauté autonome de Castille-La Manche.

## Administration
| Période                                  | Période  | Identité           | Étiquette | Qualité |
| ---------------------------------------- | -------- | ------------------ | --------- | ------- |
| 2023                                     | En cours | Encarnación Medina | PP        |         |
| Les données manquantes sont à compléter. |          |                    |           |         |